# Powrie Castle
Powrie Castle je zřícenina hradu z 16. století na severu města Dundee ve Skotsku. V roce 1971 byl označen jako chráněná stavba. Mladší severní přístavba ze 17. století, nyní samostatná tvrz, byla přestavěna na soukromou rezidenci. Tvrz je pod památkovou ochranou kategorie A.

## Historie

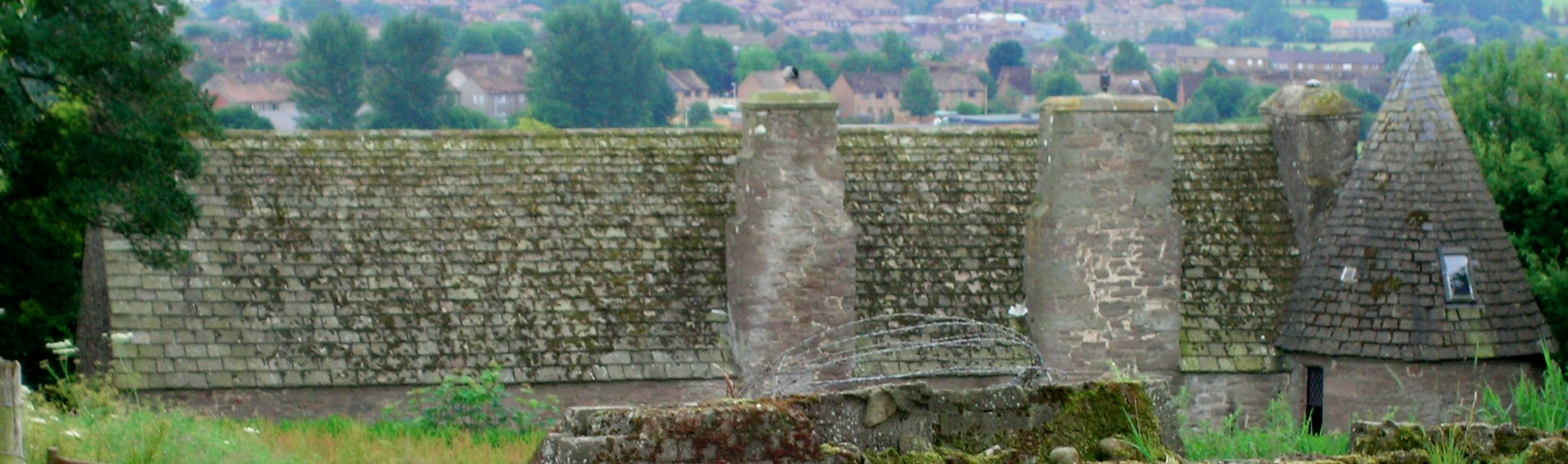
Severní křídlo

Pozemky původně známé jako Wester Powrie, zakoupil v roce 1412 Thomas Fothringham a postavil zde hrad, o kterém ovšem není nic známo, protože byl zničen klanem Scrymgeour v roce 1492. Nynější hrad postavený z růžového a hnědožlutého pískovce jej zřejmě nahradil v 16. století. Je pravděpodobné, že byl poškozen během skotsko–anglické války v letech 1542–1551, kdy byl následně opraven. Poté byl hrad rozšířen o východní a severní obytné křídlo. Z východního křídla se mnoho nedochovalo. Bývalo známé jako „Pokoje Lady Kinneard“ nebo „dámská část“. Severní křídlo bylo postaveno v roce 1604 Thomasem Fothringhamem, který se v roce 1593 oženil s Barbarou Skott. Rodina zřejmě obývala hlavní budovu do roku 1684. Po zmizení východního křídla a západní hradby, hrad vypadá jako dvě různé budovy, které formují nádvoří. 
The National Trust for Scotland zadal soutěž na návrh plánů pro obnovení severního křídla. Zvítězil návrh Gilliana Stricklanda, který odměnou obdržel vlastnictví hradu. Severní křídlo bylo adaptováno jako soukromá rezidence v letech 1978 –1981 architektem D.C. Lesliem.

## Popis
Finální podoba hlavního hradu byla dvoupatrová obdélníková struktura ve tvaru Z, na jehož východním a jihozápadním rohu se nacházely dvě kulaté věže. Západní část budovy se zřítila. Severní křídlo bylo postaveno v renesančním stylu s klenutými stropy v přízemí a s malou kulatou věží na severozápadním rohu.